# 1907–1908-as magyar labdarúgó-bajnokság (másodosztály)
Az 1907–1908-as magyar labdarúgó-bajnokság másodosztálya 7. alkalommal került kiírásra.

## A végeredmény
| #  | Csapat          | J  | Gy | D | V  | Rg | Kg | Gk  | P  |
| -- | --------------- | -- | -- | - | -- | -- | -- | --- | -- |
| 1. | 33 FC           | 14 | 13 | 0 | 1  | 59 | 45 | +38 | 26 |
| 2. | Nemzeti FC      | 14 | 11 | 1 | 2  | 41 | 14 | +27 | 23 |
| 3. | Újpesti RAK     | 14 | 8  | 2 | 4  | 38 | 22 | +16 | 18 |
| 4. | KAOE            | 14 | 7  | 2 | 5  | 15 | 27 | -12 | 16 |
| 5. | Kőbányai TE     | 14 | 3  | 4 | 7  | 15 | 39 | -24 | 10 |
| 6. | Tisztviselők LE | 14 | 3  | 2 | 9  | 13 | 36 | -23 | 8  |
| 7. | MÚE             | 7  | 3  | 0 | 4  | 15 | 21 | -6  | 6  |
| 8. | III. ker. TVE   | 14 | 1  | 3 | 10 | 8  | 21 | -13 | 5  |

Megjegyzés: A győzelemért 2, a döntetlenért 1 pont járt.
Osztályozó mérkőzések:
- Budapesti AK - Nemzeti SC 2:1
- Typographia SC - 33 FC 0:0

Nem volt feljutó és kieső.

## Lásd még
- 1907–1908-as magyar labdarúgó-bajnokság (első osztály)

## Külső hivatkozások
- A magyar labdarúgó-bajnokságok végeredményei 1901-től 1910-ig RSSSF (angolul)